# Облога Глогува
51°40′14″ пн. ш. 16°05′34″ сх. д. / 51.67055556° пн. ш. 16.09277778° сх. д.
Облога Глогува — облога п'ястівської фортеці Глогув,  розпочата 24 серпня 1109 року військами Священної Римської імперії на чолі з королем Німеччини Генріхом V. Окрім німецьких військ та захисників фортеці у боях брали участь війська чеського князя Святоплука І, союзника Німеччини, а також польські війська Болеслава III Кривоустого, що прийшли з Померанії.
Оборона Глогувської фортеці в 1109 році завершилася зняттям облоги німецько-чеськими військами, що вплинуло на хід усієї польсько-німецької війни.

## Передумови конфлікту
За свідченнями Тітмара Мерзебурзького, у 1010 та 1017 роках німецькі війська Генріха II двічі досягали Глогува, але в облогу не брали.
На початку XII століття, після боротьби за престолонаступництво між Збігнєвом і Болеславом, Королівство Польське проводило незалежну зовнішню політику. Болеслав у 1108 році допоміг своєму союзнику Коломану І Книжнику, королю Угорського королівства, напавши на Богемію, яка була підпорядкована Імперії. Це змусило чехів вийти з війни проти Угорщини, і тому план імперії щодо підкорення угорців був приречений на провал. Проте у короля Німеччини, згодом імператора Генріха V, були інші плани. Ще однією причиною роздратування німців Болеславом були численні успіхи польського князя у бойових діях у Померанії та його бажання підпорядкувати ці території польській державі.
У липні 1109 року Генріх оголосив похід усієї імперії проти Польщі. Місцем збору армії був Ерфурт. Німецький король зібрав до 10 000 воїнів, включаючи лицарів із Саксонії, Баварії, Франконії та Лотарингії. Крім того, в гирлі річки Бубр до експедиції мали приєднатися чехи, які виступали б у ролі провідників. Офіційною причиною збройного втручання стало відновлення влади Збігнєва над втраченими землями.
Згідно з тогочасною традицією, німецький правитель поставив Болеславу ультиматум. Він вимагав, щоб в обмін на відмову від збройної агресії він віддав половину країни вигнаному Збігнєву, визнав верховенство Імперії, а також сплачував регулярну данину в розмірі 300 гривень на рік або надав 300 лицарів.
Німецькі війська вирушили з Ерфурта на початку серпня, одразу після того, як польський князь відхилив ультиматум, висловивши свою відмову словами: «Дивіться, кому погрожуєте, якщо хочете воювати, то знайдете війну». Пройшовши через Майсен та Лужицю у напрямку Кросна-Оджанського, німецькі війська у серпні вступили на польську територію. Болеслав Кривоустий, який у той час бився з поморянами поблизу Накла, не міг одразу на це зреагувати й привести військо на битву з німцями. Відмова від кампанії у Померанії спричинила б втрату територій, вже зайнятих поморянами, та їхнім нападом на Великопольщу. Лише після розгрому поморських військ, які 10 серпня прийшли на допомогу Накло, Кривоустий відправив кінноту на південний захід. Ці частини дісталися Глогува незадовго до ворожих військ.
Генріх та його армія дійшли до Кросна-Оджанського, яке було одним з польських укріплень. Він зупинився там, чекаючи на підкріплення з Богемії на чолі з князем Святоплуком. У той час він проводив розвідку місцевості та польських військ, відправивши, серед іншого, підрозділ у напрямку Лебуса. Відмовившись від переправи та не дочекавшися союзників, він рушив вгору за течією вздовж лівого берега річки Одра. Він розраховував на зустріч із союзниками та пошук менш захищеної переправи.
Близько 22 серпня війська досягли Битома-Оджанського, найімовірніше, навіть не намагаючись захопити його через потужні на той час укріплення, захоплення яких вимагало б тривалої облоги. Відбулося лише зіткнення під замковими валами між групою німецьких лицарів та польськими захисниками. Під час сутички німці зазнали значних втрат, і захисники відступили за вали лише тоді, коли німецькій кінноті та піхоті на допомогу прийшли арбалетники та лучники. Звідти війська рушили до Глогува, куди прибули близько 24 серпня, попередньо здійснивши переправу через річку Одер. Поляки не очікували переправи в цьому місці.

## Хід облоги
План Генріха V включав переправу через річку та продовження походу до Познані, але імператор побоявся бути відрізаним від тилу мешканцями Глогува, був поінформований про наближення військ Болеслава Кривоустого, тому вирішив захопити фортецю в Глогуві. Це укріплення розташовувалося на Тумському острові — в місці, вигідному для оборони, у правобережній частині сучасного міста. Фортеця була захищена з півдня водами Одри, з півночі — річковим рукавом Старий Одер, а зі сходу — гирлом річки Барич. Фортеця, ймовірно, була збудована за часів Мешка I на новому місці після руйнування старої фортеці (після приєднання земель дядошан до держави П'ястів). Укріплення мало овальну форму розмірами 114 на 81 м. Вали, що їх оточували, мали 12 м завширшки (біля основи) та 8 м заввишки. Вал складався з трьох частин — зовнішні грані були зроблені з балок, розташованих у вигляді колод, а внутрішня частина була заповнена піском.
Генріх скористався несподіванкою мешканців Глогува, захопив і зруйнував місто навкруги фортеці, забрав здобич і полонених, а також розгромив і розігнав деякі допоміжні війська Болеслава, що розташувалися там табором. Однак він не намагався захопити фортецю, де зібралися захисники.

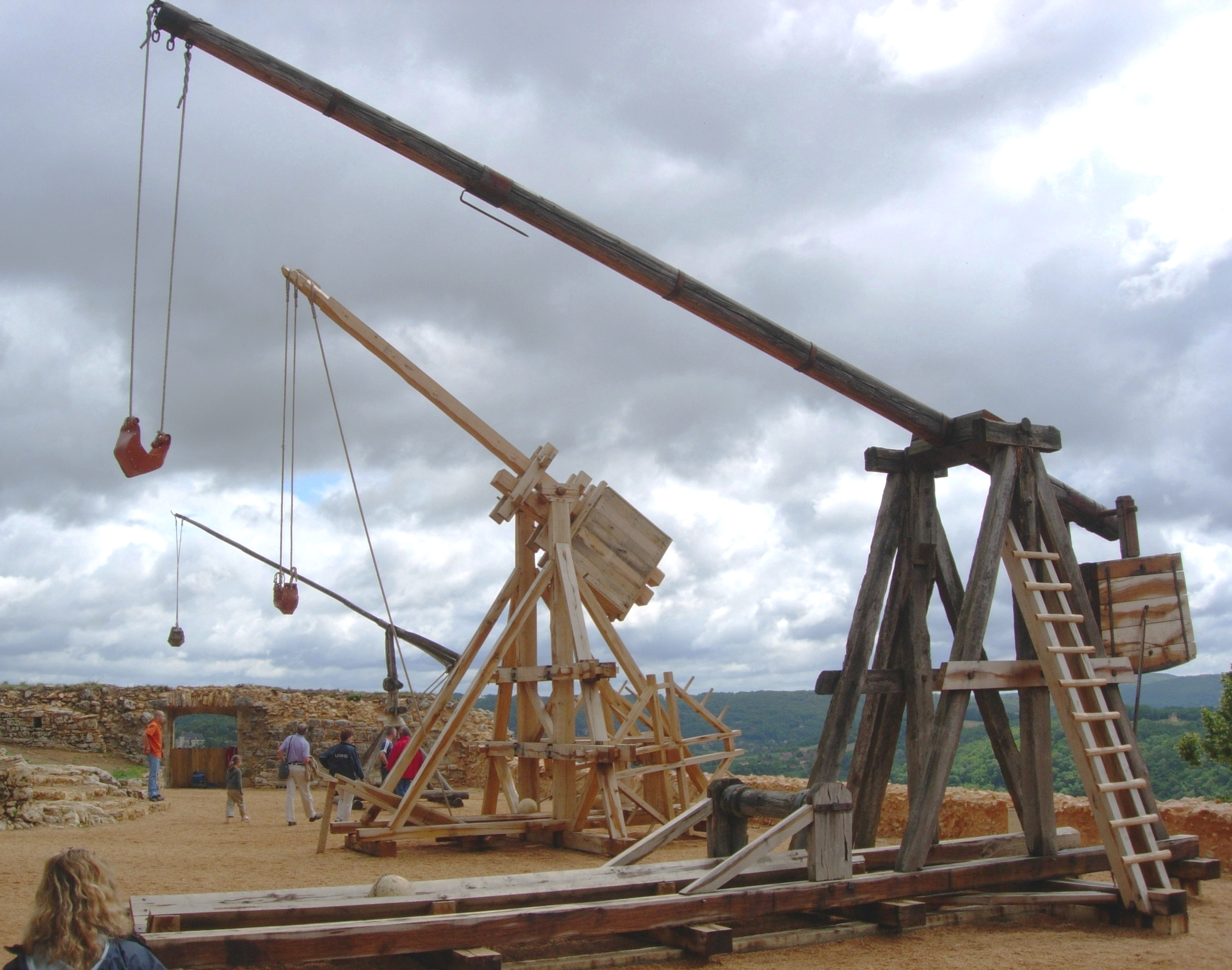
Сучасна реконструкція требушета та трипантія — військових машин, що використовувалися в Європі під час облоги Глогува

Генріх погодився на п'ятиденне перемир'я, протягом якого захисники мали отримати згоду Болеслава Кривоустого на капітуляцію. Як гарантію перемир'я, жителі Глогува віддали заручників за умови, що «незалежно від того, чи буде укладено мир, чи відхилено, вони повернуть своїх заручників». Під час перемир'я захисники фортеці покращили укріплення та встановили зв'язок з Болеславом. Він не погодився на капітуляцію та наказав беззастережно обороняти Глогув. Втрата фортеці могла б призвести до поразки всієї війни. Він навіть погрожував, що тих, хто здасться фортецею, повісять або розіпнуть. Тоді німецький король, порушивши умови угоди, наказав прив'язати заручників до облогових машин, думаючи, що захисники не наважаться стріляти в них. Однак безнадійне становище оборонців фортеці означало, що «жителі міста не щадили своїх синів та родичів так само як і німців та чехів». У вересні до німецьких військ приєдналися чеські підкріплення під командуванням Святоплука, як згадує чеський літописець Козьма Празький. Облога тривала багато днів і була підготовлена з великим розмахом. Було збудовано велику кількість облогових машин та збудовано земляний вал, з-за якого обстрілювали Глогув. Німецькі війська, маючи значний досвід у завоюванні фортець, розраховували на швидку здачу. Оскільки цього не сталося, було здійснено перший штурм. Глогувчани відчайдушно відбивали атаки. Нападникам на голови лили гарячу смолу та окріп, кидали або скочували важкі балки, а штурмові драбини відштовхували за допомогою гаків. Наступні штурми фортеці закінчилися невдачею та призвели до великих втрат. Водночас мобільні польські загони вели партизанську війну. Поляки переслідували ворога день і ніч, також знищуючи продовольчі запаси ворога. Генріх спробував зберегти свій авторитет, запропонувавши Болеславу сплачувати невелику данину за мир і дружбу. Однак пропозицію було відхилено. Німецький король не захопив Глогув і був змушений відступити на південь після трьох тижнів боїв. За день до того, як Генріх відпустив чеські війська, 21 вересня, Святоплука вбили. Чеські війська були демотивовані та відступили від Глогува.

## Після облоги
Після зняття облоги Глогува Генріх вирішив йти до Вроцлава, який на той час був таким же добре укріпленим, як і Глогув. Німецькі війська просувалися вглиб країни, постійно перебуваючи під загрозою атак військ Болеслава, які уникали відкритого бою. Гинули не лише відсталі, а й цілі підрозділи постачання. Крім того, втома, труднощі маршу та опір населення також почали давати про себе знати. Літописець Галл Анонім писав, що «не лише лицарі, а й усе населення піднялося на боротьбу з ворогом. Вперті селяни розгромили менші німецькі частини та переслідували ворога в лісах і болотах». Король Генріх, симулюючи подальший похід на Краків, відправив послів до Болеслава з новою вимогою сплати данини та обіцянкою, що якщо він її отримає, то виведе свої війська та укладе мир. Болеслав відхилив вимоги й німецькі війська продовжували наступ.
Болеслав, маючи значно менші війська та втомлений кампанією в Померанії та швидким маршем через Великопольщу, обмежився виключно партизанською війною. Генріх «підійшов до міста Вроцлав, де отримав лише трупи замість живих». Відбулася коротка облога Вроцлава та зіткнення в районі фортеці, яке з пізніших джерел відоме як битва на Псячому Полі. В результаті цієї битви війська вторгнення були змушені відступити. Після цього війська Генріха повернули на південь і повернулися до Німеччини через Богемію.
Непрямим наслідком війни було падіння влади Генріха V та піднесення Болеслава Кривоустого. Це зміцнило позиції Польщі в Європі. Наступного року Болеслав очолив похід у відповідь на чехів за їхню участь у війні проти Польщі. Тимчасове припинення загрози з боку Імперії дозволило Болеславу завоювати Померанію.
Глогувська фортеця була зруйнована самими поляками 1157 року під час збройного нападу імператора Фрідріха I Барбаросси для підтримки герцога Владислава II, вигнаного з Польщі.

## Пам'ять про блокаду
Бої польських воїнів за захист Глогува вшановані після 1990 року на Могилі Невідомого солдата у Варшаві написом на одній з табличок «ГЛОГУВ СЕРПЕНЬ-ВЕРЕСЕНЬ 1109».
У 1959 році в Глогуві було закладено меморіальний камінь на честь захисників міста з 1109 року. Напис на ньому каже: На честь героїчної оборони Глогува 1109 і визвольних змагань, які призвели до повернення нашого міста Батьківщині. Містяни в серпні 1959 р.

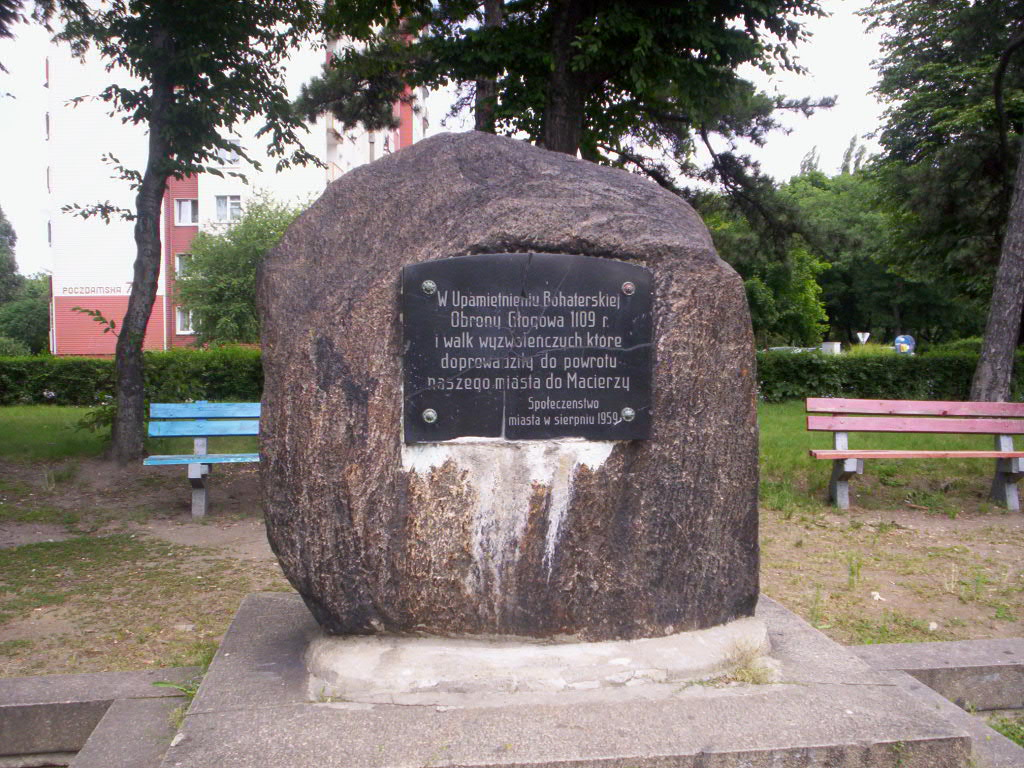
Пам'ятний камінь.
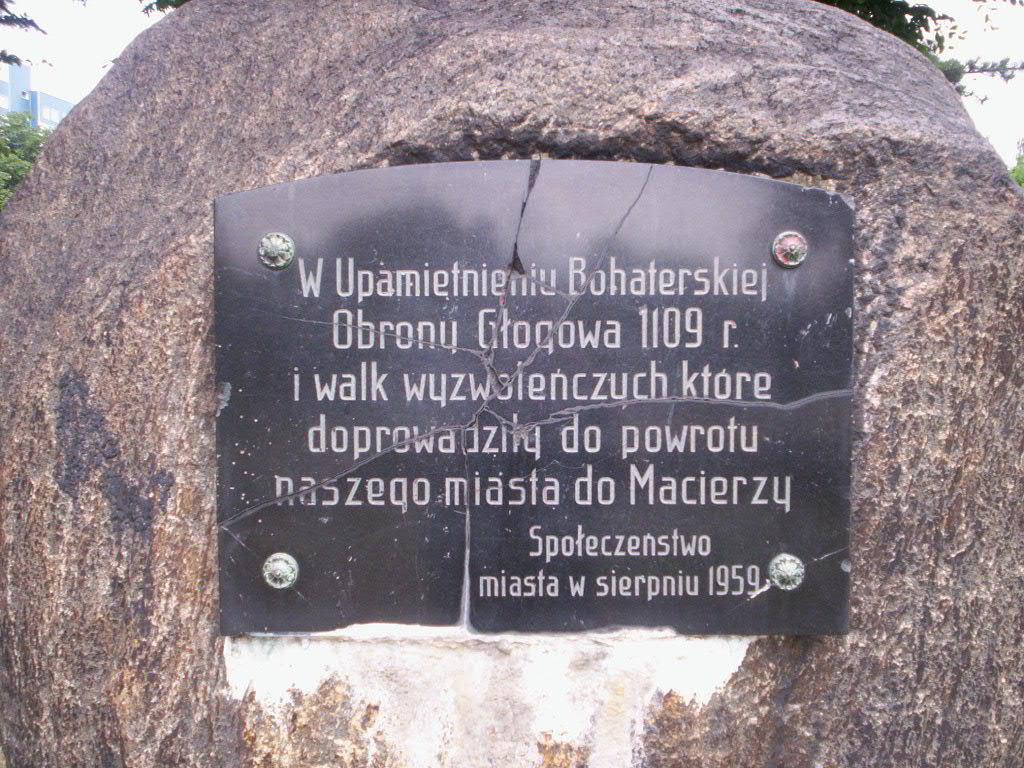
Табличка з написом.

Облога також була тлом для подій історичного роману Кароля Бунша «Взяття Колобжега» (1952) та його продовження «Псяче поле» (1953), а також у книзі Валерії Салай-Грюле «Героїчний Сташек». Події були показані в коміксах «Болеслав Кривоустий» 1984 року та «Рік 1109 Глогув — Псяче Поле» 1990 року. У Музеї Війська Польського (Варшава, Польща) також виставлена картина Міхала Биліни під назвою «Оборона Глогува».
Битва відбулася в північній частині сучасного міста Глогув — фортеця розташовувалася в районі сучасної вулиці Гродзісько, поблизу пізнішого костелу на Тумському острові. Облогу також увічнили назвами вулиць Обозова та Діти Глогувські, розташованих на місці історичних подій.

### Легенда про дітей з Глогува
У 1979 році в лівобережній частині міста Глогув було встановлено пам'ятник Дітям Глогува за проєктом болгарського художника Дмитра Петрова Вацева, на згадку про загибель наймолодших учасників оборони Глогува. Розташований поблизу Глогувського замку, відкритий 1 вересня 1979 року — у день 40-ї річниці початку Другої світової війни та 870-ї річниці оборони Глогува.

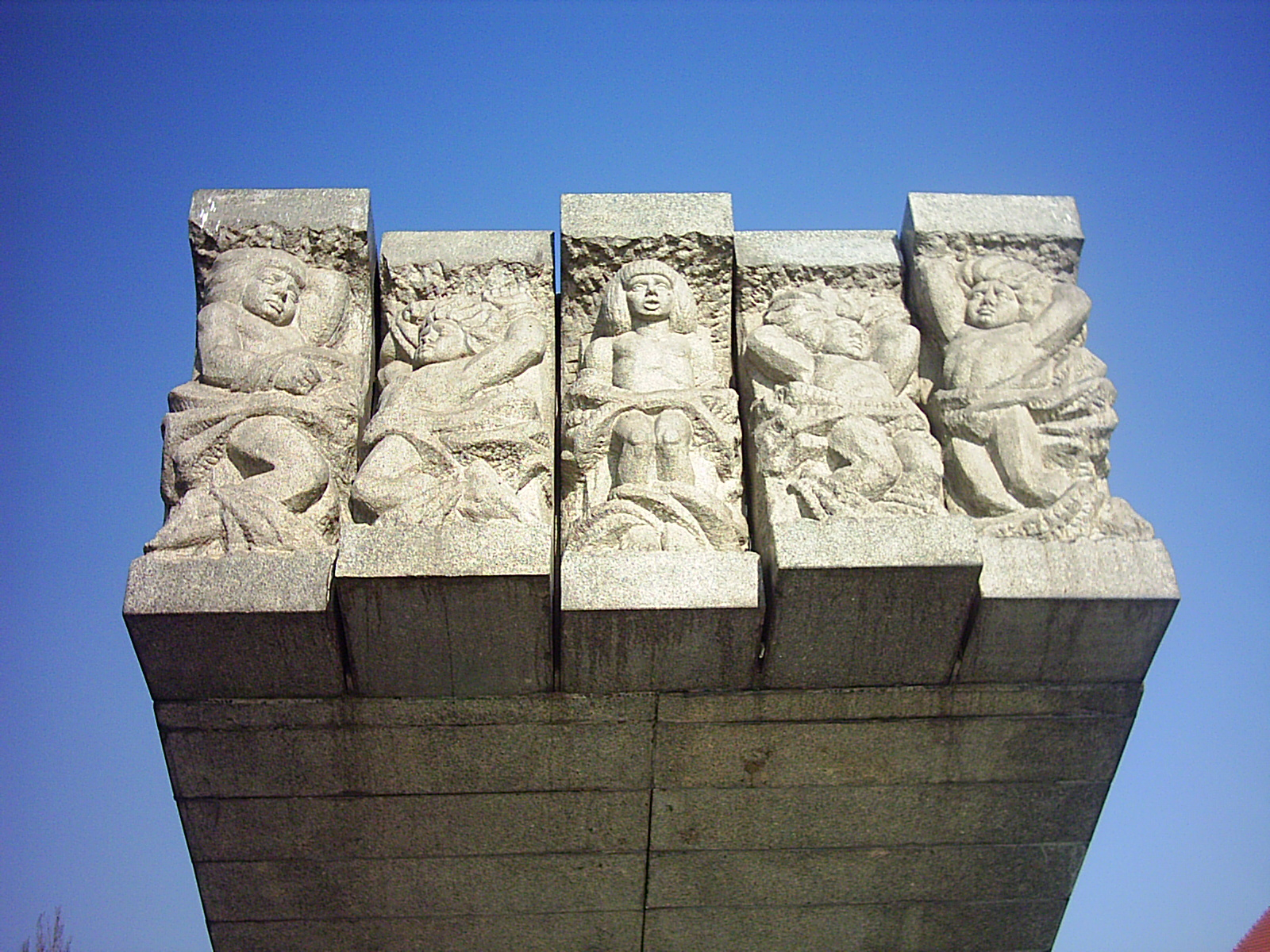
Пам'ятник Дітям Глогува
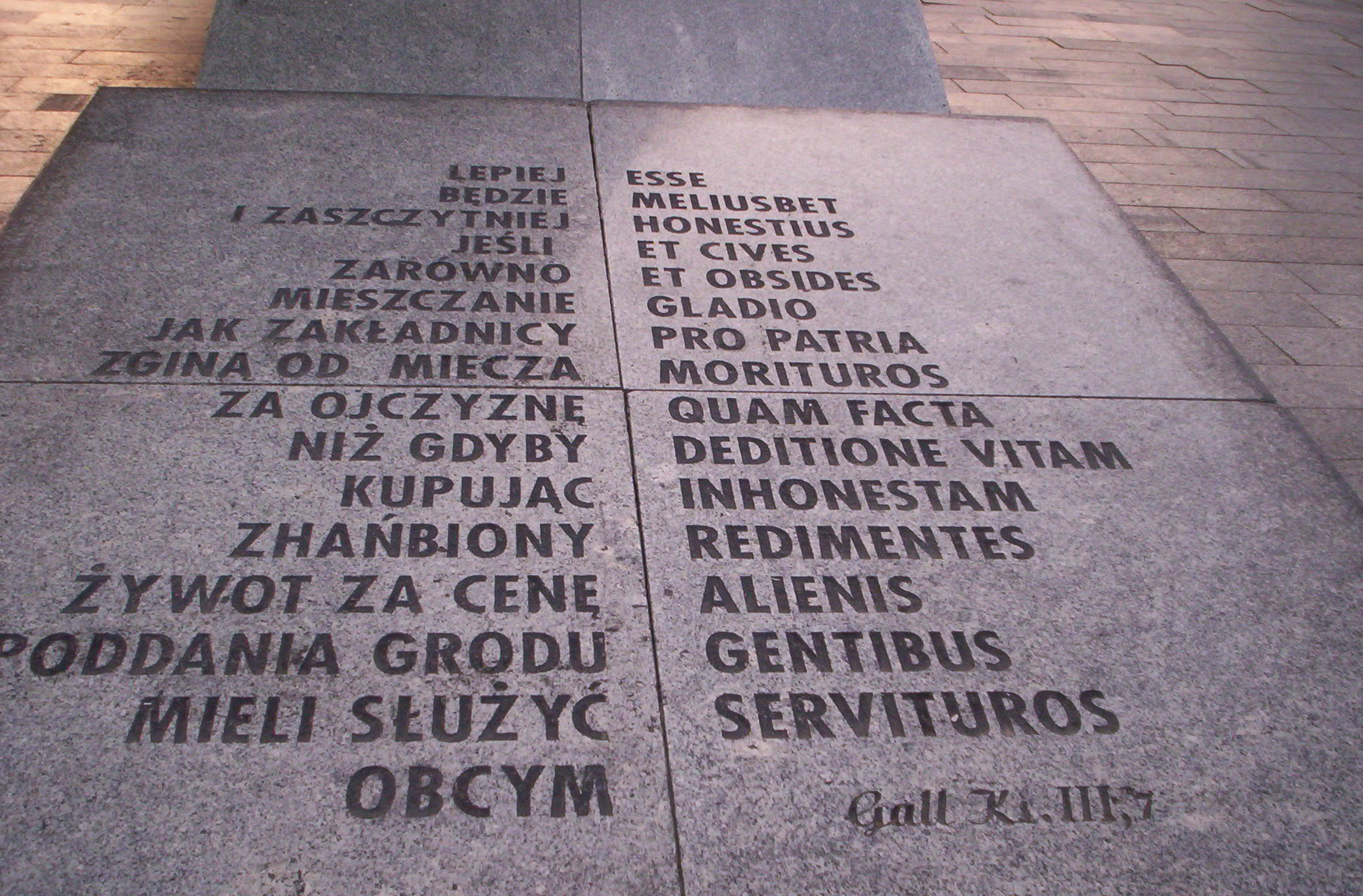
Напис польською та латинською мовами.
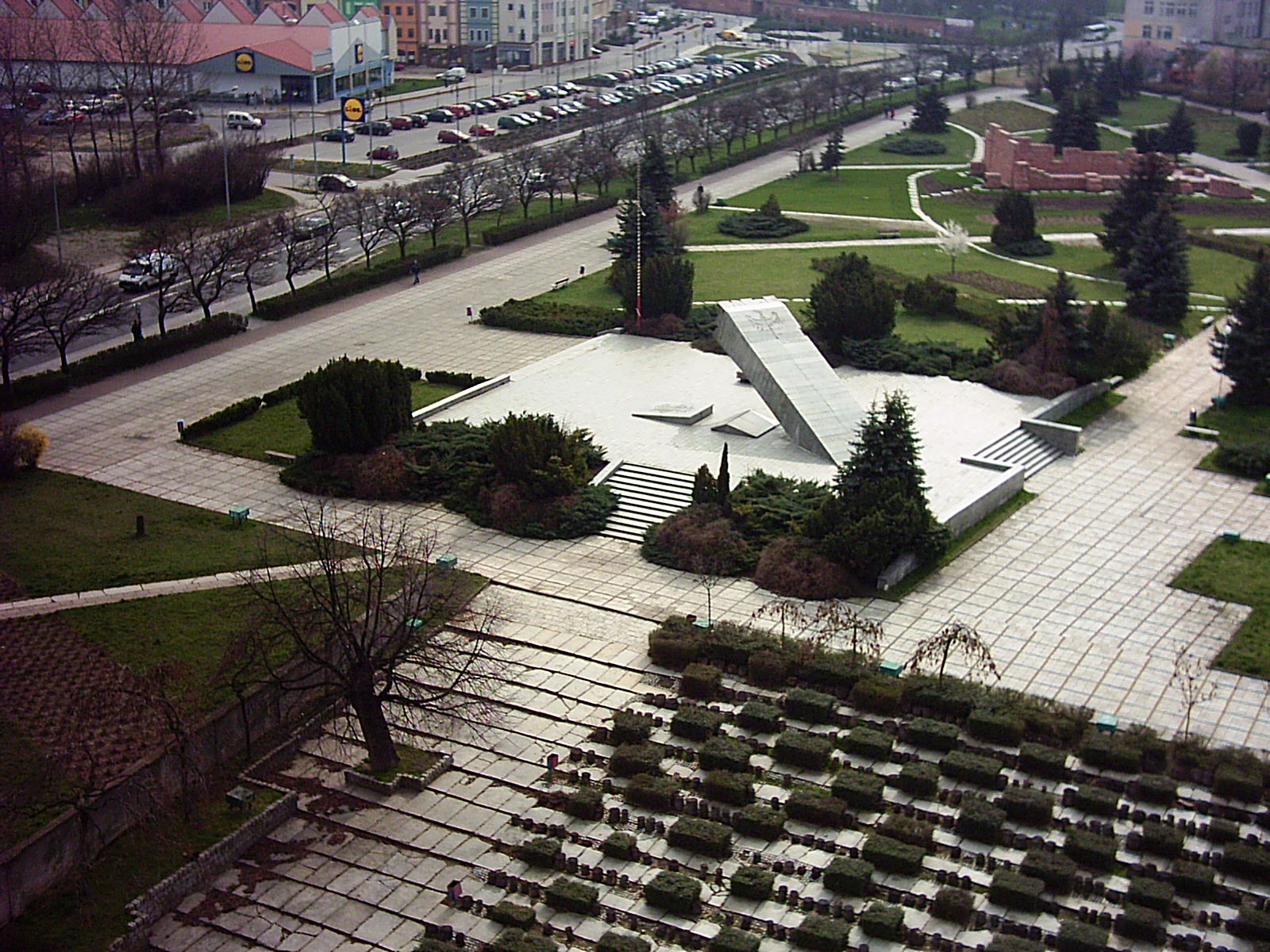
Вид зверху.